# Darren Appleton
Darren Lee Appleton (* 8. Februar 1978 in Pontefract) ist ein englischer Poolbillardspieler. Er wurde 2008 Weltmeister in der Disziplin 10-Ball und 2012 Weltmeister im 9-Ball. Zudem gewann er zweimal die US Open und 2013 die Goldmedaille bei den World Games.

## Karriere

### Einzel
Appleton begann im Alter von 12 Jahren mit dem Billardspielen. Im Juli 2000 zog er erstmals in die Finalrunde der 9-Ball-Weltmeisterschaft der WPA ein, bei der er jedoch in der Runde der letzten 64 dem Taiwaner Chang Hao-ping mit 4:9 unterlag. 2001 erreichte er bei der 8-Ball-Weltmeisterschaft der WEPF das Viertelfinale, das er mit 8:9 gegen den späteren Weltmeister Chris Melling verlor. Im Juli 2002 schied er bei der 9-Ball-WM in der Vorrunde aus. Nachdem er bei der WEPF-8-Ball-WM 2002 erneut das Viertelfinale erreicht hatte, zog er 2004 ins Finale ein, in dem er seinem Landsmann Mick Hill mit 9:11 unterlag. 2005 schied er im Viertelfinale gegen Phil Harrison aus.
Im Januar 2006 gewann Appleton seine erste Euro-Tour-Medaille; bei den Czech Open zog er ins Finale ein, indem er dem Niederländer Nick van den Berg mit 1:9 unterlag. Bei den Germany Open 2006 schied er im Viertelfinale gegen Harald Stolka, den späteren Sieger des Turniers, aus. Im Juni 2006 schaffte er es zum zweiten Mal ins Endspiel der WEPF-8-Ball-WM, das er jedoch mit 7:11 gegen Mark Selby verlor. Auf der International Pool Tour erreichte er 2006 den siebten Platz bei den North American Open und den 22. Platz bei den World Open. Bei den US Open wurde er 2006 Fünfter. Im November 2006 nahm er erstmals seit 2002 wieder an der WPA-9-Ball-WM teil, bei der er jedoch in der Vorrunde ausschied.
Im Januar 2007 belegte Appleton beim Derby City Classic den 17. Platz im 9-Ball-Wettbewerb. Bei der WPA-8-Ball-WM 2007 erreichte er die Runde der letzten 32. Einen Monat später schaffte er es ins Halbfinale der Italy Open 2007, in dem er mit 7:10 gegen Konstantin Stepanow verlor. Darüber hinaus wurde er 2007 Dreizehnter bei den BCA Open und Neunter bei der Predator International Championship, bevor er im November 2007 ins Finale der World 9-Ball Challenge einzog und dort gegen Ronato Alcano verlor.
Beim Derby City Classic 2008 gewann Appleton die 14/1-endlos-Challenge. Beim One-Pocket-Wettbewerb erreichte er den siebten Platz.
Im April 2008 gewann er mit den Italy Open erstmals ein Euro-Tour-Turnier, nachdem er im Finale den Italiener Bruno Muratore mit 9:2 besiegt hatte. Wenige Tage später schied er bei der 8-Ball-WM in der Vorrunde aus. Nachdem er bei der Predator International Championship und bei den Qatar World Open 2008 Neunter geworden war, erreichte er im August 2008 bei seiner ersten Europameisterschafts-Teilnahme das Viertelfinale im 9-Ball, das er mit 7:9 gegen Muratore verlor. Im Oktober 2008 gelang ihm sein bis dahin größter Erfolg; nach Siegen gegen Satoshi Kawabata, Charlie Williams und Niels Feijen zog er ins Finale der 10-Ball-Weltmeisterschaft ein und besiegte dort den Taiwaner Wu Chia-ching mit 13:11.
Im Januar 2009 wurde Appleton beim Derby City Classic Fünfter im 9-Ball. Bei der US Bar Table Championship 2009 gewann er den 10-Ball-Wettbewerb und verlor das 9-Ball-Finale gegen Glenn Atwell. Im Mai 2009 gewann er durch einen 8:4-Sieg im Finale gegen Nick van den Berg das World Pool Masters, zu dem er in diesem Jahr erstmals eingeladen worden war. Bei den Qatar World Open 2009 belegte er den dritten Platz.
Im August 2009 zog er ins Finale der Austrian Open ein und unterlag dort mit 6:9 dem Schweden Marcus Chamat. Einen Monat später gewann er bei den Netherlands Open seine fünfte Euro-Tour-Medaille, nachdem er im Halbfinale gegen Imran Majid ausgeschieden war. Bei der 10-Ball-WM 2009 schied er im Viertelfinale gegen David Alcaide aus.
Im Februar 2010 verlor Appleton das 10-Ball-Finale der US Bar Table Championship gegen Earl Strickland. Im April 2010 erreichte er das Halbfinale der 8-Ball-Weltmeisterschaft, das er jedoch gegen Niels Feijen verlor. Nachdem er beim World Pool Masters 2010 in der Runde der letzten 32 ausgeschieden war, kam er bei der 9-Ball-WM nicht über die Vorrunde hinaus. Im August 2010 belegte er bei der World Series of Pool den dritten Platz. Im Oktober 2010 gewann er im Finale gegen Corey Deuel die US Open. Im Dezember 2010 gewann er durch einen 8:6-Sieg im Finale gegen den Spanier Francisco Díaz-Pizarro mit den Costa Blanca Open zum zweiten Mal ein Euro-Tour-Turnier.
Beim Derby City Classic 2011 gewann Appleton nach 2008 zum zweiten Mal die 14.1 Challenge. Im Februar 2011 erreichte er das Halbfinale der 8-Ball-WM und verlor dort, wie im Vorjahr, gegen Niels Feijen. Nachdem er im April 2011 bei den Philippines Open und bei der Ultimate 10-Ball Championship Fünfter geworden war, schied er bei der 10-Ball-WM in der Runde der letzten 32 aus. Bei der 9-Ball-WM 2011 verlor er im Achtelfinale gegen Shane van Boening. Im September 2011 schaffte er es ins Halbfinale des World Pool Masters, in dem er dem späteren Sieger des Turniers Ralf Souquet mit 7:8 unterlag. Im Oktober 2011 gewann er die World Class Open. Wenige Tage später gelang es ihm durch einen Finalsieg gegen Shawn Putnam seinen Titel bei den US Open erfolgreich zu verteidigen. Ebenfalls im Oktober 2011 gewann er die International Challenge of Champions. Bei den Treviso Open 2011 erreichte er das Halbfinale und verlor es gegen David Alcaide.
Im Januar 2012 wurde Appleton Dritter beim One-Pocket-Wettbewerb des Derby City Classic. Nachdem er bei der 8-Ball-WM in der Runde der letzten 32 gegen Li Hewen ausgeschieden war, und bei den US Open im One Pocket das Finale gegen Shane van Boening verloren hatte, gelang ihm im Juni 2012 bei der 9-Ball-WM der Einzug ins Finale, in dem er Li Hewen mit 13:12 besiegte und damit zum zweiten Mal Weltmeister wurde. Wenige Wochen später kam er bei der World Series of Pool auf den zweiten Platz und beim World 14.1 Tournament 2012 auf den dritten Platz. Beim World Pool Masters 2012 schied er im Achtelfinale aus. Wenige Tage später gelang es ihm, seinen Titel bei der International Challenge of Champions erfolgreich zu verteidigen. Bei den US Open im 9-Ball wurde er nach zwei Titeln in Folge hingegen Siebter.
Bei der US Bar Box Championship 2013 wurde Appleton Vierter im 9-Ball. Bei der Ultimate 10-Ball Championship 2013 wurde er Vierter. Im Juli 2013 zog er bei den World Games ins Finale des 9-Ball-Wettbewerbs ein und besiegte dort den Taiwaner Chang Jung-Lin mit 11:10. Im August 2013 erreichte er das Finale des World 14.1 Tournament, das er jedoch gegen Thorsten Hohmann verlor. Bei der 9-Ball-WM 2013 schied er als Titelverteidiger in der Runde der letzten 32 gegen Hohmann, den späteren Weltmeister, aus. Im Oktober 2013 wurde er Neunter bei den US Open. Beim World Pool Masters 2013 schaffte er es ins Finale, das er mit 6:8 gegen Niels Feijen verlor.
Im Januar 2014 erreichte Appleton beim erstmals ausgetragenen World Chinese 8-Ball Masters den dritten Platz. Bei der US Bar Box Championship 2014 verlor er das 8-Ball-Finale gegen Corey Deuel. Nachdem er im Juni 2014 bei den China Open und bei der 9-Ball-WM in der Runde der letzten 32 ausgeschieden war, gewann er im August 2014 durch einen 200:27-Sieg im Finale gegen Shane van Boening das World 14.1 Tournament. Einen Monat später gewann er die American 14.1 Championship. Im Oktober 2014 wurde er Zweiter bei der International Challenge of Champions und Neunter bei den US Open. Beim World Pool Masters 2014 schied er im Achtelfinale gegen Alex Pagulayan aus.
Beim World Chinese 8-Ball Masters 2015 belegte Appleton den 17. Platz. Im Februar 2015 zog er, nachdem er unter anderem gegen Neil Robertson und Chu Bingjie gewonnen hatte, ins Finale der Chinese 8-Ball World Championship ein, in dem er den früheren Snookerweltmeister Mark Selby mit 21:19 besiegte. Wenige Wochen später schied er bei der 10-Ball-WM in der Runde der letzten 32 aus. Im Juli 2015 verlor er das Finale des World 14.1 Tournament gegen Thorsten Hohmann. Einen Monat später erreichte er beim World Pool Masters das Finale und verlor dieses mit 2:8 gegen Shane van Boening. Bei der 9-Ball-Weltmeisterschaft 2015 erreichte er das Achtelfinale. Im Oktober 2015 gelang es ihm bei der American 14.1 Championship, seinen Titel im Finale gegen Thorsten Hohmann erfolgreich zu verteidigen.
Im März 2016 schied Appleton bei der Chinese 8-Ball World Championship im Halbfinale gegen Shi Hanqing, den späteren Sieger des Turniers, aus und besiegte anschließend Li Bo im Spiel um Platz drei mit 15:14. Bei der 9-Ball-WM 2016 schied er in der Vorrunde aus. Beim World 14.1 Tournament 2016 unterlag er im Viertelfinale dem Schotten Jayson Shaw. Im Oktober 2016 schied er bei der American 14.1 Championship nach zwei Siegen in den Vorjahren nun bereits in der Vorrunde aus. Bei den Kuwait Open 2016 erreichte er das Achtelfinale.

### Mannschaft
Appleton nahm bislang sechsmal am World Cup of Pool teil. Nachdem er 2009 gemeinsam mit Imran Majid das Viertelfinale erreicht hatte, bildete er 2011 und 2012 mit Chris Melling das englische Team, das nach einer Erstrundenniederlage im Jahr 2011, 2012 das Viertelfinale erreichte. In den folgenden drei Jahren bildete Appleton zusammen mit Karl Boyes das Team England A, das 2013 im Viertelfinale ausschied und 2014 das Finale erreichte, in dem die Niederländer Niels Feijen und Nick van den Berg mit 10:9 besiegt wurden. 2015 unterlagen Appleton und Boyes im Halbfinale den späteren Turniersiegern Ko Pin-yi und Chang Yu-Lung aus Taiwan.
Bei der Team-Weltmeisterschaft war er zweimal Teil der britischen Mannschaft, mit der er 2010 durch einen 4:1-Finalsieg gegen die Philippinen Weltmeister wurde und 2012 das Halbfinale erreichte.
Bislang siebenmal war Appleton Teil der europäischen Mannschaft beim Mosconi Cup. Nach einer 7:11-Niederlage gegen die USA 2009, bei der er selbst keine Partie gewonnen hatte, gewann er 2010 beim 11:8-Sieg Europas vier seiner fünf Spieler und wurde dafür als Most Valuable Player des Turniers ausgezeichnet. Auch in den folgenden sechs Jahren konnte er das Turnier mit der europäischen Mannschaft gewinnen.

## Erfolge
| Einzel                                | Einzel                                   |
| ------------------------------------- | ---------------------------------------- |
| Derby City Classic – 14.1 Challenge:  | 2008, 2011                               |
| Italy Open:                           | 2008                                     |
| 10-Ball-Weltmeister:                  | 2008                                     |
| US Bar Table Championship 10-Ball:    | 2009                                     |
| World Pool Masters:                   | 2009                                     |
| US Open 9-Ball:                       | 2010, 2011                               |
| Costa Blanca Open:                    | 2010                                     |
| World Class Open:                     | 2011                                     |
| International Challenge of Champions: | 2011, 2012                               |
| 9-Ball-Weltmeister:                   | 2012                                     |
| World Games:                          | 2013                                     |
| World 14.1 Tournament:                | 2014                                     |
| American 14.1 Championship:           | 2014, 2015                               |
| Chinese 8-Ball World Championship:    | 2015                                     |
| Mannschaft                            |                                          |
| Team-Weltmeister:                     | 2010                                     |
| Mosconi Cup:                          | 2010, 2011, 2012, 2013, 2014, 2015, 2016 |
| World Cup of Pool:                    | 2014                                     |

## Ehrungen
2017 wurde Appleton in die Hall of Fame des Billiard Congress of America aufgenommen. 

## Sonstiges
Darren Appleton ist Organisator der ab 2017 ausgetragenen Turnierserie World 8-Ball Series.